# TT106
La tombe thébaine TT 106 est située à Cheikh Abd el-Gournah, dans la nécropole thébaine, sur la rive ouest du Nil, face à Louxor en Égypte.
C'est la sépulture de Paser, vizir de Ramsès Ier, Séthi Ier et Ramsès II (XIXe dynastie).

## Description
Dans sa tombe, Paser relate avec force détails sa glorieuse existence, notamment le jour où Séthi est couronné pharaon : les regalia pharaoniques (Sceptre Héqa et flagellum Nekhekh) sont remis au souverain, tandis que Paser est gratifié du titre de « Premier Ami du palais royal ».
La tombe, bien qu'aujourd'hui très endommagée, a livré sur ses parois des représentations passionnantes de la vie quotidienne d'un vizir qui a servi trois pharaons, un homme entièrement dévoué à la cause de son pays.